# Posljednji kralj Škotske (2006.)
Posljednji kralj Škotske (eng. The Last King of Scotland) je film  Kevina MacDonalda iz 2006. s  Forestom Whitakerom u ulozi  ugandskog diktatora  Idija Amina.
Film je izmišljena priča o dr. Nicholasu Garriganu (James McAvoy), mladom  škotskom liječniku koji odlazi u  Ugandu i postaje osobni liječnik diktatora Idija Amina.

## Radnja
Mladi škotski liječnik Nicholas Garrigan (James McAvoy) odlazi u Ugandu u potrazi za pustolovinom i bježi od buržujskog života svojih roditelja. Radi u maloj klinici na selu s dr. Merritom (Adam Kontz) i njegovom ženom, Sarah (Gillian Anderson). U vrijeme Garriganova dolaska, general Idi Amin (Forest Whitaker) predvodi puč protiv tadašnjeg predsjednika  Miltona Obotea. Očaran Aminovom populističkom i egalitarističkom retorikom, Garrigan ubrzo biva zaveden da preuzme poziciju Aminova osobnog liječnika nakon susreta na seoskoj cesti. Garrigan ubrzo postaje Aminov čovjek od povjerenja kojeg pita za savjete o stanju u državi, dok mu u isto vrijeme pruža ugodan život i daje novi Mercedes.
Nakon što je počeo živjeti životom različitim od onog na siromašnom selu kakav je zatekao kad je došao u Ugandu, Garrigan počinje gledati Amina drugim očima. Ne podnosi  engleske dužnosnike zbog njihova imperijalističkog licemjerja, ali se ne može ni pomiriti s brutalnim slikama nasilja i ugnjetavanja koje se širi na selu oko njega. Na kraju, Garrigan se odlučuje vratiti u Škotsku. Amin ga odbija pustiti, objasnivši mu da je postao njegov najomiljeniji savjetnik i zaplijeni mu putovnicu.
Garrigan u međuvremenu ima aferu s jednom od Aminovih žena, Kay (Kerry Washington), koja ostaje trudna s njim. Dok je išla pobaciti u obližnje selo, Kay je uhvaćena, pogubljena i osakaćena. Kayina brutalna egzekucija uvjerava Garrigana da pokuša ubiti Amina.
Ubrzo nakon toga, u zračnu luku slijeće  francuski zrakoplov tražeći azil za  palestinske otmičare. Amin, Garrigan i ostali državni čelnici odlaze u zračnu luku kako bi riješili situaciju. Ondje se otkriva Garriganova zavjera da ubije Amina, a Amin otkriva kako je bio svjestan da ga žena vara. Amin naređuje da Garrigana pretuku i muče, ali ovoga na kraju spašava ugandski kolega, dr. Junju (David Oyelwo), koji mu ponudi pomoć (i konačno svoj život) u zamjenu za Garriganovo obećanje da će se vratiti u Europu i reći svijetu istinu o Idiju Aminu. Garrigan se ušulja na avion s grupom puštenih talaca, ostavljajući iza sebe Amina, bijesnog, ali i slomljena srca.

## Nagrade
Whitaker je zaradio mnoge pohvale za potrtet diktatora  Idija Amina, osvojivši Oscara, Zlatni globus i BAFTA-u za najboljeg glumca, uz pregršt nagrada kritičara širom Amerike. Ukupno je osvojio najmanje 23 nagrade, uz bar jednu nominaciju.
Film je 2007. osvojio nagradu BAFTA za najbolji britanski film, kao i onu za najbolji adaptirani scenarij. Osim toga, nominiran je u kategorijama najboljeg sporednog glumca (James McAvoy) i najboljeg filma.

## Povijesna utemeljenost
Garrigan je izmišljeni lik, ali ova priča je djelomično temeljena na događajima iz života Engleza Boba Astlesa. Kao i roman na kojem je temeljen, film miješa fikciju sa stvarnim događajima iz ugandske povijesti kako bi se stvorio dojam Amina i  Ugande pod njegovom diktaturom. Dok se prate neki događaji iz Aminova života, film često stvarnim događajima dodaje neke izmišljene detalje.
Film skraćuje vremenski okvir nekih događaja. Na primjer, Amin je 1972. iz Ugande izbacio  Indijce i druge Južne Azijce, dok se otmica aviona dogodila 1976. U filmu su ta dva događaja puno bliže u vremenu.
Mnogi ugandski znakovi koje se može vidjeti u filmu nisu postojali u sedamdesetima.

## Vanjske poveznice
- Službena stranica  Arhivirana inačica izvorne stranice od 24. siječnja 2007. (Wayback Machine)
- Posljednji kralj Škotske u internetskoj bazi filmova IMDb-a
- Recenzije  Arhivirana inačica izvorne stranice od 12. listopada 2007. (Wayback Machine) na Metacritic.com
- Posljednji kralj Škotske na Rotten Tomatoes